# Little America
Little America é uma Região censo-designada localizada no estado norte-americano de Wyoming, no Condado de Sweetwater.

## Demografia
Segundo o censo norte-americano de 2000, a sua população era de 56 habitantes.

## Geografia
De acordo com o United States Census Bureau tem uma área de
20,1 km², dos quais 20,1 km² cobertos por terra e 0,0 km² cobertos por água. Little America localiza-se a aproximadamente 1958 m acima do nível do mar.

## Localidades na vizinhança
O diagrama seguinte representa as localidades num raio de 64 km ao redor de Little America.